# Reşat Karakuyu
Reşat Karakuyu (* 1928 in Izmir, Türkei) ist ein türkischer Autor und Weltenbummler, der zuerst in Deutschland veröffentlicht hat.
Karakuyu begann die Schriftstellerei erst spät. Zuvor hatte er in seiner Kindheit und Jugend in seiner türkischen Heimat in verschiedenen Handwerksbetrieben als Aushilfe (u. a. anderem bei der Süßigkeitenherstellung) und beim Landestheater Izmir gearbeitet. Dem Theater blieb er auch nach dem Abitur verbunden, später reiste er mit Wanderbühnen. Nach seiner Militärzeit wurde der junge Türke erst Stewart, schließlich stellvertretender Kabinenoffizier auf Passagierschiffen der türkischen Staatsreederei. Auf Frachtschiffen war er als Offizier für die Verpflegung der Mannschaften verantwortlich. Ein 1954 begonnenes Englischstudium in London musste Karakuyu aufgrund finanzieller Schwierigkeiten aufgeben. Stattdessen begann er in einer englischen Süßwarenfabrik zu arbeiten, deren Teilhaber er wurde, nachdem er durch die Einführung von Turkish Delight dem Betrieb größere Umsätze verschafft hatte. Als die Firma durch einen Brand zerstört wurde, arbeitete Karakuyu noch eine Zeit lang in der Süßwarenbranche, um dann kurzfristig als Gastarbeiter in Deutschland für die Stahlindustrie tätig zu werden. Unterdessen bildete er sich in der Geflügelzucht weiter, was ihm schließlich für gewisse Zeit Arbeit in Israel, Australien und weiteren Ländern verschaffte. Nach seiner Rückkehr nach Deutschland 1973 war er bis 1983 als Sozialarbeiter für die Stadt Neuss tätig, wo er türkische Arbeitsmigranten betreute. 1977 beginnt Karakuyu seine schriftstellerische Tätigkeit und arbeitet auf den Gebieten Roman, Drama und Short Story. Bei seiner ersten Veröffentlichung, dem deutschsprachigen Die Leute aus der Kahramangasse (1984) im Berliner Verlag EXpress-Edition, war der Weltenbummler bereits Mitte 50. Weitere Veröffentlichungen folgten in der Türkei.

## Veröffentlichungen
- Die Leute aus der Kahramangasse. 2 Bände, Berlin 1984
- Kahraman Sokağı Sakinleri (1928–1935 Yılları). 1. Cilt, İzmir 2000
- Kahraman Sokağı Sakinleri (1936–1943 Yılları). 2. Cilt, İzmir 2000
- Dostlarım ve Ben Dağarcığımdakiler Öyküler - 1. İzmir 2000
- Ziyaret Dağarcığımdakiler Öyküler - 2. İzmir 2000
- Ütopya Mistik Masal Dünyası. İzmir 2000

| Personendaten    | Personendaten                      |
| ---------------- | ---------------------------------- |
| NAME             | Karakuyu, Reşat                    |
| KURZBESCHREIBUNG | türkischer Autor und Weltenbummler |
| GEBURTSDATUM     | 1928                               |
| GEBURTSORT       | Izmir, Türkei                      |